# Соболевська Людмила Миколаївна
Людмила Миколаївна Соболевська (біл. Людміла Мікалаеўна Сабалеўская; 28 березня 1945, м. Богодухів, Харківська область) — радянський і білоруський архітектор.

## Біографія
Закінчивши Білоруський політехнічний інститут у 1968 буде. З 1968 р. - архітектор, старший архітектор у Білдржпроекті, БілНДІПгмістобудування.
Член Спілки архітекторів СРСР з 1973 року. Проживає в Мінську.

## Творчість
Основні роботи: генплани Узди (1970), Заславля (1972), Іванового (1974), ПДП Північного і Північно-Західного житлових районів у Бересті (1977—1980).